# Districtul Neno
Neno este un district  în   statul Malawi. Reședința sa este orașul Neno.